# Лукавиця (Ліський повіт)
Лукавиця (пол. Łukawica) — лемківське село в Польщі, у гміні Лісько Ліського повіту Підкарпатського воєводства.
Населення — 381 особа (2011).

## Історія
Ймовірно, перше поселення виникло ще за часів давньої Русі на руському праві. В документах вперше зустрічається в 1443 р. — Іван Кміта в судовій справі між Марцишем з Івонич і його тіткою Крживецькою ручається перед нею за дотриманням угоди перед виданням інтромісії Марцишові на села Лукавиця, Лісько, Янківці та інші під замком Соб'єн.
В 1456–1457 рр. — Станіслав, Миколай, Іван Кміти, брати з Вишниці, сини Миколая Кміти з Соб'єна позивають на Івана Кміту з Вишниці, каштеляна львівського за захоплення ним багатств «sorte vulgariter»: замку Соб'єн і сіл Лукавиця, Ліско і Янківці. До 1772 р. село входило до Ліського ключа Сяніцької землі Руське воєводства.
У 1772-1918 рр. село було у складі Австро-Угорської монархії, у провінції Королівство Галичини та Володимирії. З Лукавиці походить Владислав Потоцький, учасник січневого повстання з року 1863, учасник битви під Радзивілом.
Власної церкви село не мало. Прихід відносився до парафії в с. Монастирець Ліського деканату.
У 1919-1939 рр. — у складі Польщі. Село належало до Ліського повіту Львівського воєводства, у 1934-1939 рр. входило до складу ґміни Лісько. На 01.01.1939 в селі було 660 жителів, з них 430 українців-грекокатоликів, 50 українців-римокатоликів, 140 поляків (прибували переважно з сусіднього Ліська), 40 євреїв.
У середині вересня 1939 року німці окупували село, однак уже 26 вересня 1939 року мусіли відступити з правобережної частини Сяну, оскільки за пактом Ріббентропа-Молотова правобережжя Сяну належало до радянської зони впливу. 27.11.1939 постановою Президії Верховної Ради УРСР село у складі повіту включене до новоутвореної Дрогобицької області. Територія ввійшла до складу утвореного 17.01.1940 Ліськівського району (районний центр — Лісько). Наприкінці червня 1941, з початком Радянсько-німецької війни, територія знову була окупована німцями, які за три роки окупації винищили євреїв. У серпні 1944 року радянські війська знову оволоділи селом. В березні 1945 року, у рамках підготовки до підписання Радянсько-польського договору про державний кордон зі складу Дрогобицької області правобережжя Сяну включно з селом було передане до складу Польщі. Військо польське і польські банди почали грабувати і вбивати українців, у відповідь на це селяни гуртувались у відділи самооборони. Далі поляками українське населення було піддане етноциду — виселене на територію СРСР в 1945-1946 рр. та в 1947 році під час Операції Вісла депортоване на понімецькі землі. В хати українців поселені поляки.
У 1975-1998 роках село належало до Кросненського воєводства.

## Демографія
Демографічна структура станом на 31 березня 2011 року:
|          | Загалом | Допрацездатний вік | Працездатний вік | Постпрацездатний вік |
| -------- | ------- | ------------------ | ---------------- | -------------------- |
| Чоловіки | 177     | 30                 | 128              | 19                   |
| Жінки    | 204     | 37                 | 118              | 49                   |
| Разом    | 381     | 67                 | 246              | 68                   |